# Сутгоф, Александр Николаевич (декабрист)
Александр Николаевич Сутгоф (4 (16) декабря 1801 — 14 (26) августа 1872) — декабрист.

## Биография
Родился в Киеве, в семье потомка старинного шведского рода, дивизионного командира Н. И. Сутгофа. Ещё ребёнком, по тогдашнему обычаю, был записан в военную службу — в 7 лет числился урядником Донского казачьего войска. Воспитывался он сначала в Московском университетском пансионе, а после событий 1812 года — в одном из лучших учебных заведений в Киеве, по окончании курса в котором, 29 марта 1817 года, вступил юнкером в 7-й егерский полк; портупей-юнкер — с 7.9.1817, прапорщик — с 22.3.1819. Был переведён в 25-й егерский полк — 28.10.1819; подпоручик — с 29.4.1820, поручик — с 2.6.1822.
Переведён в лейб-гвардии Гренадерский полк 10 декабря 1823 года. В первой половине 1825 года он познакомился с некоторыми видными представителями декабристского движения: Каховским, Рылеевым, Бестужевым-Марлинским и под их влиянием в сентябре вступил в Северное тайное общество. Часть 2-го батальона лейб-гвардии Гренадерского полка, возглавляемая Сутгофом и Пановым, 14 декабря 1825 года примкнула к восставшим на Сенатской площади.
По определению Верховного уголовного суда, он, после шестимесячного предварительного заключения в камере № 10 Алексеевского равелина Петропавловской крепости, был причислен к преступникам первого разряда, разжалован и присуждён к смертной казни через отсечение головы, но это наказание по Высочайшей конфирмации было заменено бессрочными каторжными работами, и 8 августа 1826 года он был отправлен в Свартгольм, а 21 июня 1827 года отправлен в Сибирь (к этому времени был установлен двадцатилетний срок наказания).
Доставлен в Читинский острог 25 августа 1827 года; в Петровский завод прибыл в сентябре 1830 года; 8.11.1832 срок наказания был сокращен до 15 лет, а 14.12.1835 — до 13 лет. По указу от 10 июля 1839 года по отбытии срока он был обращён на поселение в слободу Введенщина Жилкинской волости Иркутской губернии (в 20 верстах от Иркутска) и женился на дочери горного штабс-лекаря Анне Федосеевне Янчуковой; их брак был бездетный. После того как купленный им там дом сгорел, в 1841 году был переведён в село Куду, а в июле 1842 году был переведён в село Малая Разводная.
В 1848 году по ходатайству матери был определён рядовым в Кубанский егерский полк Кавказского отдельного корпуса, где дослужился к концу 1854 года до звания прапорщика. По манифесту об амнистии 26 августа 1856 года был восстановлен в прежних правах; 30 декабря 1857 года он был переведён в 6-й резервный батальон Кубанского пехотного полка, расположенный в Екатеринославской губернии. Уже 13 января 1858 года был назначен заведующим московской фехтовальной школой; подпоручик — с 9 февраля 1859 года.
В 1859 году князем Барятинским был приглашён в управляющие минеральными водами, сначала Кисловодскими, а потом Боржомскими, где исправлял, кроме того, должности воинского начальника, управляющего казённым Боржомским имением, лесничего и смотрителя Боржомского дворца. Поручик — с 13.1.1864, штабс-капитан — с 3.1.1867, капитан — с 5.12.1870.
Умер в Боржоми и похоронен в ограде местной церкви.
Современники свидетельствовали о его выдающейся образованности, чрезвычайной начитанности и «большой хозяйственной опытности».